# Auñamendi Eusko Entziklopedia
|  | Per a altres significats, vegeu «Auñamendi (desambiguació)». |

Auñamendi Eusko Entziklopedia (AEE) és una enciclopèdia en línia amb l'objectiu és ser un pont entre la tradició, els esdeveniments actuals i el futur del país Basc. També es coneix amb el nom de d'Enciclopedia Auñamendi-Fondo Bernardo Estornés Lasa. L'enciclopèdia té per objecte actualitzar, traduir al basc els articles i complementar el contingut de l'Enciclopedia Auñamendi de Bernardo Estornés Lasa.

## Presentació
L'enciclopèdia inclou actualment més de 150.000 articles sobre la cultura basca i una col·lecció de 350.000 documents de la Societat d'Estudis Bascos (Eusko Ikaskuntza).
La Societat d'Estudis Bascos va posar a Internet el 2001 l'Enciclopèdia Auñamendi, i el 2007 va començar a treballar sobre l'Auñamendi Eusko Entziklopedia. Des del 10 de març del 2010 es pot accedir a l'enciclopèdia de manera gratuïta a través d'internet, gràcies a la fundació Euskomedia. El projecte té el seu punt de partida en l'Enciclopedia General Ilustrada del País Vasco, fundada pels germans Mariano i Bernardo Estornés Lasa.
Actualment té prop de 300 empleats, socis o col·laboradors renovant i completant el contingut. Auñamendi Eusko Entziklopedia és una iniciativa finançada per la Bilbao Bizkaia Kutxa, Kutxa, Caja Vital i el Govern basc.